# Pareuxoa cerphiphila
Pareuxoa cerphiphila là một loài bướm đêm trong họ Noctuidae.